# Khaddaix
Khaddaix, Khidaix, de nom real Umara o Ammar ibn Yazid fou un dels primers caps del moviment hashimiyya (després abbàssida) al Khorasan. La dawa (missió) hashimiyya de Kufa es va estendre al Khorasan als primers anys del segle viii, però inicialment era molt dèbil. Quan el primer cap Abu Ikrima fou mort pel governador Àssad ibn Abd-Al·lah (724-727), fou enviat al seu lloc Abu l-Husayn Kathir ibn Sad, que era analfabet. Kathir va dirigir la dawa del 726 al 729 quan va arribar a Nixapur, Khaddash i el va succeir cosa que potser Khaddash va poder fer fàcilment degut a l'analfabetisme de l'anterior, agafant el comandament. Encara que una tradició diu que Bukayr ibn Mahan, un antic seguidor dels hashimiyya, va enviar el 736 a Ammar o Umara ibn Yazid àlies Khaddash al Khorasan i aquest s'hauria establit a Merv, sembla que Khaddash va dirigir la dawa durant set anys com a sahib (cap) i la seva tasca de propaganda a favor de l'imam Muhammad ibn Ali ibn Abd Allah va reeixir. Khaddash no obstant es creu que va propagar idees alides i Muhammad ibn Ali es va adonar que la dawa del Khorasan havia de dependre directament d'ell si la volia controlar, i no de Kufa. Khaddash fou executat el 736 pel governador del Khorasan Àssad ibn Abd-Al·lah en el seu segon mandat (735-738). El va succeir Sulayman ibn Kathir que des del 739 fou acusat d'haver adoptat les idees de Khaddash i la dawa va estar virtualment separada de l'imam. El 744, mort Muhammad, el Khorasan, després del fracàs de la revolta alida a Kufa, va reconèixer a Ibrahim al-Imam. Sulayman va acollir a Bukayr ibn Màhan a Merv i li va donar el diner que s'havia reunit per a l'imam. La propaganda abbàssida en aconseguir el triomf va eliminar les referències a Khaddash i el va acusar de ser un khurramita i mazdaquita. Només un relat contemporani trobat modernament l'ha rescatat de l'oblit.